# 嘉靖八才子
嘉靖八才子指1520年代－1560年代之間活动于明朝嘉靖年间的八位唐宋派作家；分別是：王慎中、唐順之、陳束、趙時春、熊過、任瀚、李開先與呂高。因為這八位作家成名與影響明朝文壇期間約略與明朝嘉靖年間，因此被人稱為嘉靖八才子。另外，此八位作家不依附七子派，與明朝前後七子的文學思維不盡相同，除了重視文學理論外，也強調詩歌的本質與特色，另外更是否定詩文必須絕對復古的為文風氣。